# モンバサ
モンバサ（Mombasa）は、アフリカ東部、ケニア共和国の海岸州に属するモンバサ・カウンティのモンバサ島と、その周辺に広がる都市である。2019年時点の人口は約120万人で、ケニア国内で第2位の人口を擁する。かつてはアラブ人との交易で栄えた地域で、イスラム教徒が多く住む。

## 歴史

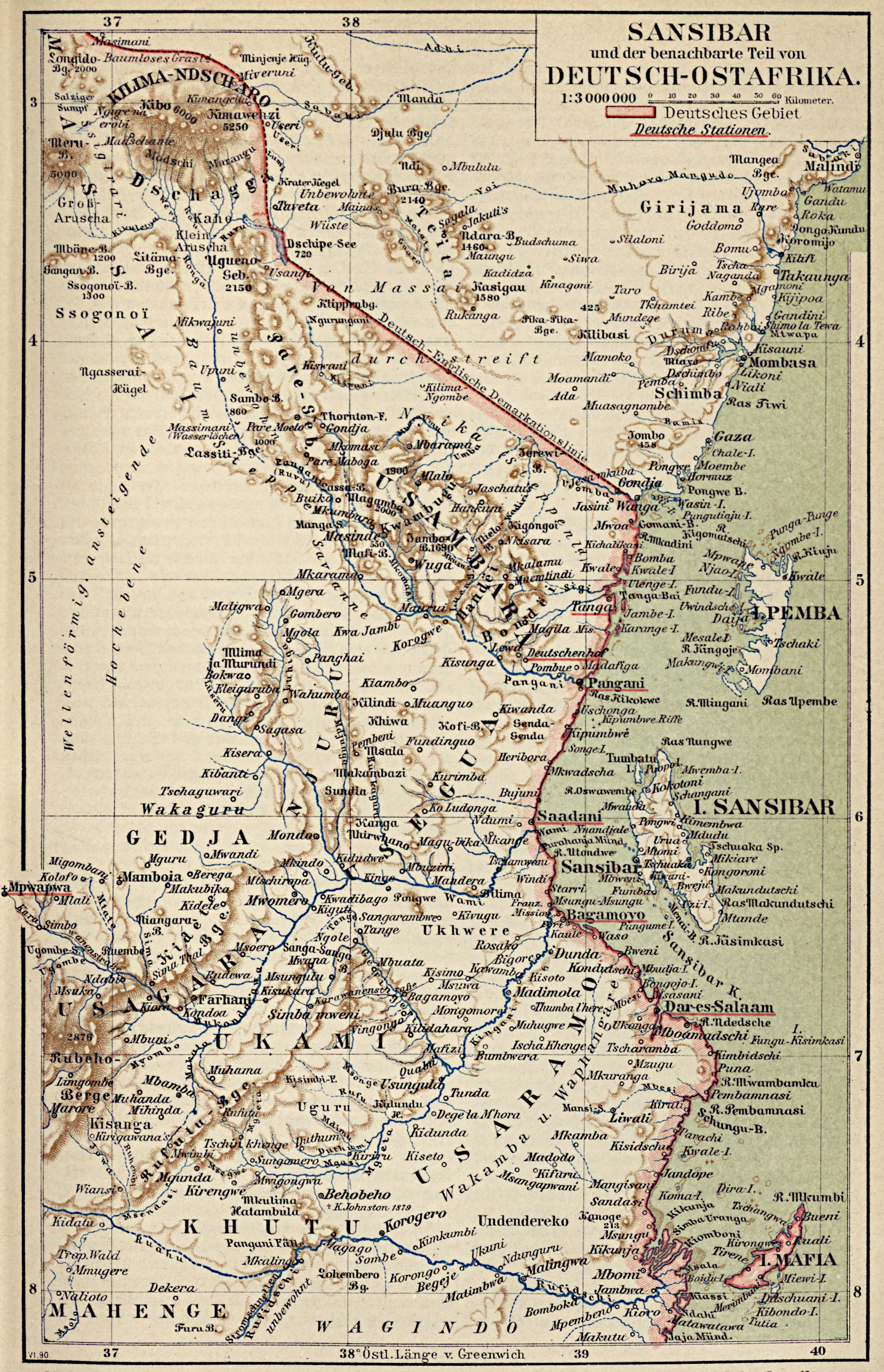
1890年のザンジバルとドイツ領東アフリカの地図。

ムスリム商人の活動が盛んになるにつれ、インド洋で行われていた交易において、拠点の港の1つとして栄えた。1331年には、この街をイブン・バットゥータも訪れた。1498年のバスコ・ダ・ガマ以来、デマルカシオンに基いてポルトガルが食指を伸ばした結果、現地勢力とポルトガルの抗争が続いた。結局、18世紀半ばには、アラビア半島南部で勢力を伸ばしていたオマーンが、ポルトガル勢力をモンバサから駆逐した。18世紀後半に、オマーン本土で内乱が起きた際には、土着化したオマーン人豪族マズルイ家がモンバサを支配下に収めて、モンバサ・スルタン国として独立した。しかし1828年にオマーンのスルタンのサイイド・サイードの攻撃に屈し、再びオマーン領となった。
19世紀後半には、ザンジバル・スルタン国の保護国化に伴いイギリスの支配下に置かれ、1895年に成立したイギリス領東アフリカの首都となった。また1896年よりウガンダに向かって鉄道の敷設が始まり、1901年にはビクトリア湖付近のキスムまで、1931年にはカンパラにまで開通した。1905年には英領東アフリカの首都は内陸部のナイロビへと移転したものの、以後もモンバサは内陸部の外港として、物流の拠点としても発展していった。
2002年11月にアル・カーイダの犯行と見られる、イスラエル人を狙ったホテル爆発事件が発生し、ケニア人が巻き込まれて13名が死亡した。同日にモイ国際空港ではイスラエル航空機へミサイルが発射されたものの、無事であった。

## 行政区画
- キサウニ（英語版） (Kisauni)

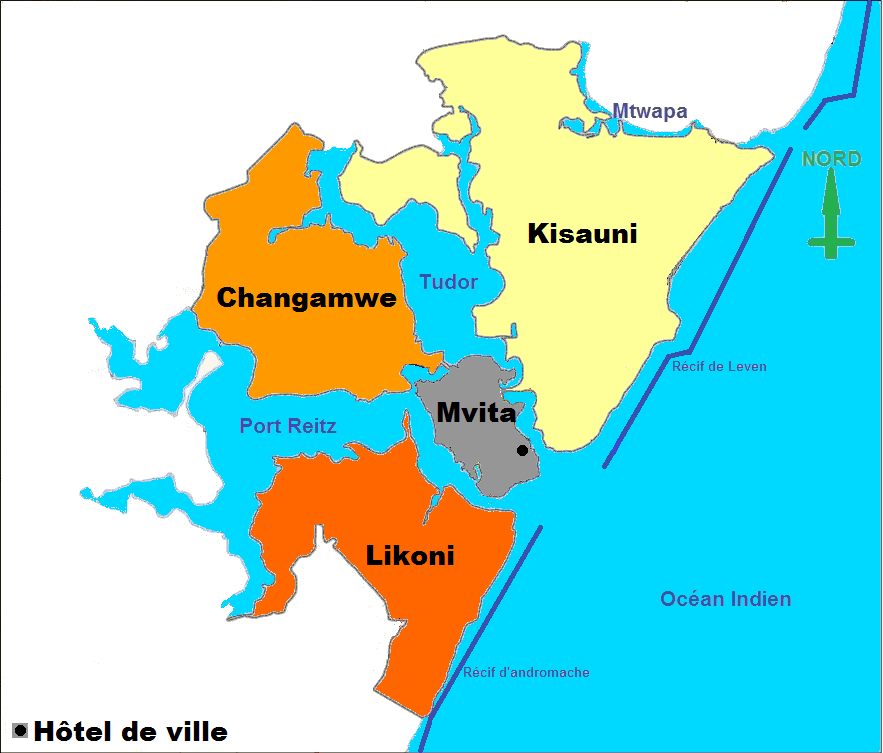
モンバサの行政区画

- チャンガムウェ（英語版） (Changamwe)
- モンバサ島（英語版） (Mombasa Island)
- リコニ（英語版） (Likoni)

## 地勢・産業
ケニアで第2の人口を有し、港湾都市としては同国最大規模を誇る。21世紀初頭現在、ケニアでは火力発電以外に、水力発電や地熱発電も大きな地位を占めており、2008年時点では、火力発電による総発電量よりも、水力発電と地熱発電の合計発電量の方が多かった。しかし、それでも石油は欠かせず、石油を完全輸入するケニアにおける輸入港としても機能している。モンバサにある国営製油所で精製した石油は、パイプラインでナイロビとその先へ輸送される。また、セメント工場も立地する。
アフリカ大陸とモンバサ島との間は2つの入り江で分けられ、北部は橋で、西は土手道で、南はフェリーで通じている。モンバサ建設以来の主要港湾は島東側のモンバサ港であったが、水域が狭いためイギリスは鉄道建設時に島西側に新たにキリンディニ港を建設し、以後こちらが主要港となった。市街地はアフリカ大陸側まで拡大している。ただし、観光業もモンバサの主要産業の1つであり、旧市街も残され、ビーチも残されている。他に、付近には「Mombasa Marine National Park」に指定された地域も存在する。
近隣の都市としては、約100 km北東にマリンディ、130 km南西にタンザニアのタンガが位置している。

## 交通
モンバサには国際的に利用される港湾が存在するだけでなく、近郊には空港も設置されている。さらにモンバサは、この地域における陸上交通の拠点でもあり、東アフリカ共同体においても重要な交通の要衝である。例えば鉄道によって、モンバサは内陸部や遠隔地と結ばれている。この鉄道は、モンバサが擁する港湾と組み合わされて、内陸国が輸出入する物資の運搬などを担っている。また例えば高速道路が、ナイロビやタンザニアのダルエスサラームへと通じている。

### 近郊交通
空港やホテルにはタクシーの姿が見られる。しかし、モンバサ市民が日常的に使用する交通手段は、小型バスのマタトゥや、トゥクトゥクと呼ばれる3輪車や、ボダボダと呼ばれる自転車である。

### 海上交通
モンバサの港はケニアのみならず国際的に利用される港であり、他国の船舶も出入りし、その一角であるキリンディニ港にはクルーズ客船も来航する。また、ケニアが輸出入する物資のみならず、港を持たない内陸国のルワンダ・ウガンダ・ブルンジの外港としても機能している。さらに、コンゴ民主共和国・タンザニア・スーダンの一部地域の外港としても機能している。

### 航空
モンバサの近郊には、モイ国際空港が設置されている。

### 鉄道
植民地支配を受けていた時代に建設されたケニア鉄道が、首都のナイロビを経由して、ウガンダのカンパラまで通じている。
さらに、2017年5月31日には、中華人民共和国の融資により首都ナイロビ-モンバサ間のモンバサ・ナイロビ標準軌鉄道が開業し、内陸部から海岸部にかけて、貨物列車の安定的な運行が見込まれるようになった。約32億ドルの建設費のうち9割を中国が融資し、工事も中国企業が請け負った。中国の国益に関した、一帯一路の一環との見方も為された。
中国からの債務が増加した上に、鉄道建設時の債務償還が2019年から開始されるのに先立ち、現地のネットメディアは「債務返済ができなくなった場合にモンバサ港の使用権が中国に譲渡される」と報じたのに対して、ケニヤッタ大統領および中国外務省は、これを表向きは否定した。

## 気候
熱帯気候で、4月と5月の降雨が最も多く、1月と2月が少ない。平均気温は11月から4月に最高気温が30 ℃を超え、5月から10月は下回る。
| モンバサ（1961年 - 1990年、極値 1890年 - 2010年）の気候 | モンバサ（1961年 - 1990年、極値 1890年 - 2010年）の気候 | モンバサ（1961年 - 1990年、極値 1890年 - 2010年）の気候 | モンバサ（1961年 - 1990年、極値 1890年 - 2010年）の気候 | モンバサ（1961年 - 1990年、極値 1890年 - 2010年）の気候 | モンバサ（1961年 - 1990年、極値 1890年 - 2010年）の気候 | モンバサ（1961年 - 1990年、極値 1890年 - 2010年）の気候 | モンバサ（1961年 - 1990年、極値 1890年 - 2010年）の気候 | モンバサ（1961年 - 1990年、極値 1890年 - 2010年）の気候 | モンバサ（1961年 - 1990年、極値 1890年 - 2010年）の気候 | モンバサ（1961年 - 1990年、極値 1890年 - 2010年）の気候 | モンバサ（1961年 - 1990年、極値 1890年 - 2010年）の気候 | モンバサ（1961年 - 1990年、極値 1890年 - 2010年）の気候 | モンバサ（1961年 - 1990年、極値 1890年 - 2010年）の気候 |
| 月                                                      | 1月                                                     | 2月                                                     | 3月                                                     | 4月                                                     | 5月                                                     | 6月                                                     | 7月                                                     | 8月                                                     | 9月                                                     | 10月                                                    | 11月                                                    | 12月                                                    | 年                                                      |
| ------------------------------------------------------- | ------------------------------------------------------- | ------------------------------------------------------- | ------------------------------------------------------- | ------------------------------------------------------- | ------------------------------------------------------- | ------------------------------------------------------- | ------------------------------------------------------- | ------------------------------------------------------- | ------------------------------------------------------- | ------------------------------------------------------- | ------------------------------------------------------- | ------------------------------------------------------- | ------------------------------------------------------- |
| 最高気温記録 °C （°F）                                  | 35.9 (96.6)                                             | 37.6 (99.7)                                             | 36.4 (97.5)                                             | 36.1 (97)                                               | 35.0 (95)                                               | 31.5 (88.7)                                             | 31.0 (87.8)                                             | 30.3 (86.5)                                             | 31.6 (88.9)                                             | 33.0 (91.4)                                             | 34.0 (93.2)                                             | 37.0 (98.6)                                             | 37.6 (99.7)                                             |
| 平均最高気温 °C （°F）                                  | 33.2 (91.8)                                             | 33.7 (92.7)                                             | 33.7 (92.7)                                             | 32.5 (90.5)                                             | 30.9 (87.6)                                             | 29.4 (84.9)                                             | 28.7 (83.7)                                             | 28.8 (83.8)                                             | 29.7 (85.5)                                             | 30.5 (86.9)                                             | 31.6 (88.9)                                             | 32.8 (91)                                               | 31.3 (88.3)                                             |
| 日平均気温 °C （°F）                                    | 27.6 (81.7)                                             | 28.1 (82.6)                                             | 28.3 (82.9)                                             | 27.6 (81.7)                                             | 26.2 (79.2)                                             | 24.8 (76.6)                                             | 24.0 (75.2)                                             | 24.0 (75.2)                                             | 24.7 (76.5)                                             | 25.7 (78.3)                                             | 26.9 (80.4)                                             | 27.4 (81.3)                                             | 26.3 (79.3)                                             |
| 平均最低気温 °C （°F）                                  | 22.0 (71.6)                                             | 22.5 (72.5)                                             | 22.9 (73.2)                                             | 22.7 (72.9)                                             | 21.6 (70.9)                                             | 20.1 (68.2)                                             | 19.3 (66.7)                                             | 19.3 (66.7)                                             | 19.7 (67.5)                                             | 20.9 (69.6)                                             | 22.1 (71.8)                                             | 22.0 (71.6)                                             | 21.3 (70.3)                                             |
| 最低気温記録 °C （°F）                                  | 16.8 (62.2)                                             | 19.4 (66.9)                                             | 19.7 (67.5)                                             | 18.9 (66)                                               | 18.8 (65.8)                                             | 17.4 (63.3)                                             | 13.6 (56.5)                                             | 15.3 (59.5)                                             | 16.3 (61.3)                                             | 18.0 (64.4)                                             | 18.8 (65.8)                                             | 18.1 (64.6)                                             | 13.6 (56.5)                                             |
| 降水量 mm （inch）                                      | 33.9 (1.335)                                            | 14.0 (0.551)                                            | 55.6 (2.189)                                            | 154.3 (6.075)                                           | 235.5 (9.272)                                           | 88.3 (3.476)                                            | 71.8 (2.827)                                            | 68.2 (2.685)                                            | 67.2 (2.646)                                            | 103.4 (4.071)                                           | 104.7 (4.122)                                           | 75.8 (2.984)                                            | 1,072.7 (42.232)                                        |
| 平均降水日数 （≥1.0 mm）                                | 3                                                       | 1                                                       | 5                                                       | 10                                                      | 14                                                      | 10                                                      | 10                                                      | 8                                                       | 9                                                       | 9                                                       | 8                                                       | 7                                                       | 94                                                      |
| % 湿度                                                  | 77                                                      | 75                                                      | 77                                                      | 80                                                      | 82                                                      | 82                                                      | 82                                                      | 82                                                      | 80                                                      | 81                                                      | 82                                                      | 80                                                      | 80                                                      |
| 平均月間日照時間                                        | 269.7                                                   | 254.8                                                   | 269.7                                                   | 225.0                                                   | 204.6                                                   | 207.0                                                   | 210.8                                                   | 244.9                                                   | 246.0                                                   | 272.8                                                   | 264.0                                                   | 260.4                                                   | 2,929.7                                                 |
| 平均日照時間                                            | 8.7                                                     | 9.1                                                     | 8.7                                                     | 7.5                                                     | 6.6                                                     | 6.9                                                     | 6.8                                                     | 7.9                                                     | 8.2                                                     | 8.8                                                     | 8.8                                                     | 8.4                                                     | 8.03                                                    |
| 出典1：NOAA                                             |                                                         |                                                         |                                                         |                                                         |                                                         |                                                         |                                                         |                                                         |                                                         |                                                         |                                                         |                                                         |                                                         |
| 出典2：ドイツ気象局 (humidity, 1962 - 1993),            |                                                         |                                                         |                                                         |                                                         |                                                         |                                                         |                                                         |                                                         |                                                         |                                                         |                                                         |                                                         |                                                         |

## 姉妹都市
- シアトル（アメリカ合衆国）

## 教育
- モンバサ工科大学（英語版）

## スポーツ

### サッカー
モンバサをホームとするサッカークラブがある。
- Bandari F.C.
- Coast Stars F.C.

## 写真集

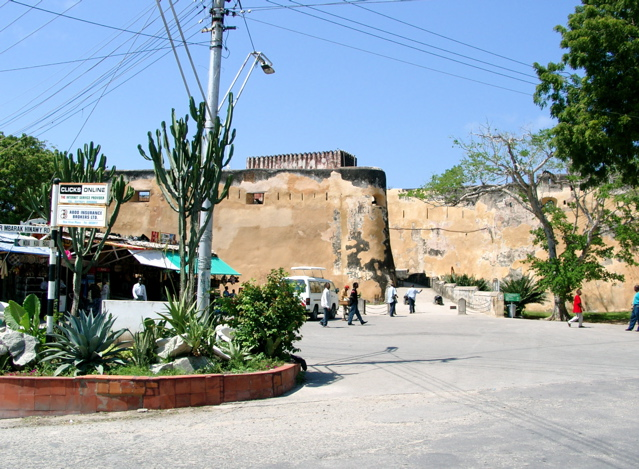
ポルトガルのイエズス砦址（博物館）
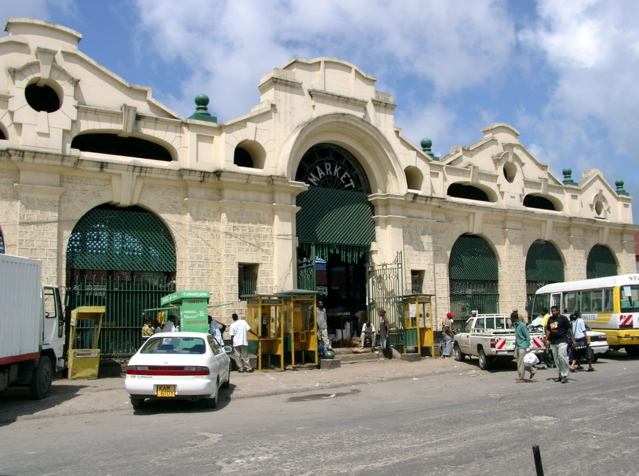
モンバサの市場
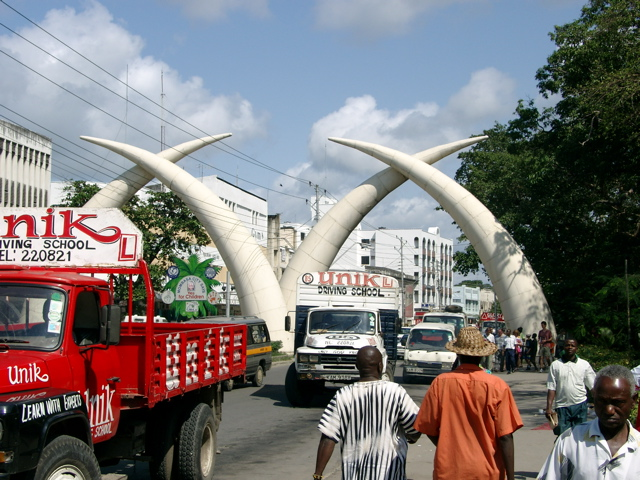
牙状のアーチ
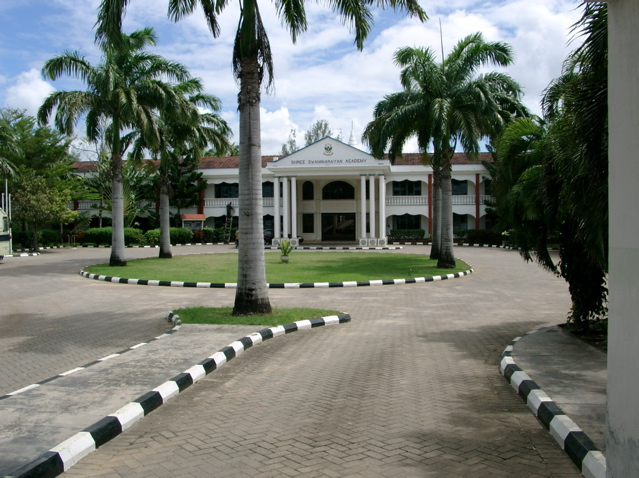
シュリースワミナラヤン学院
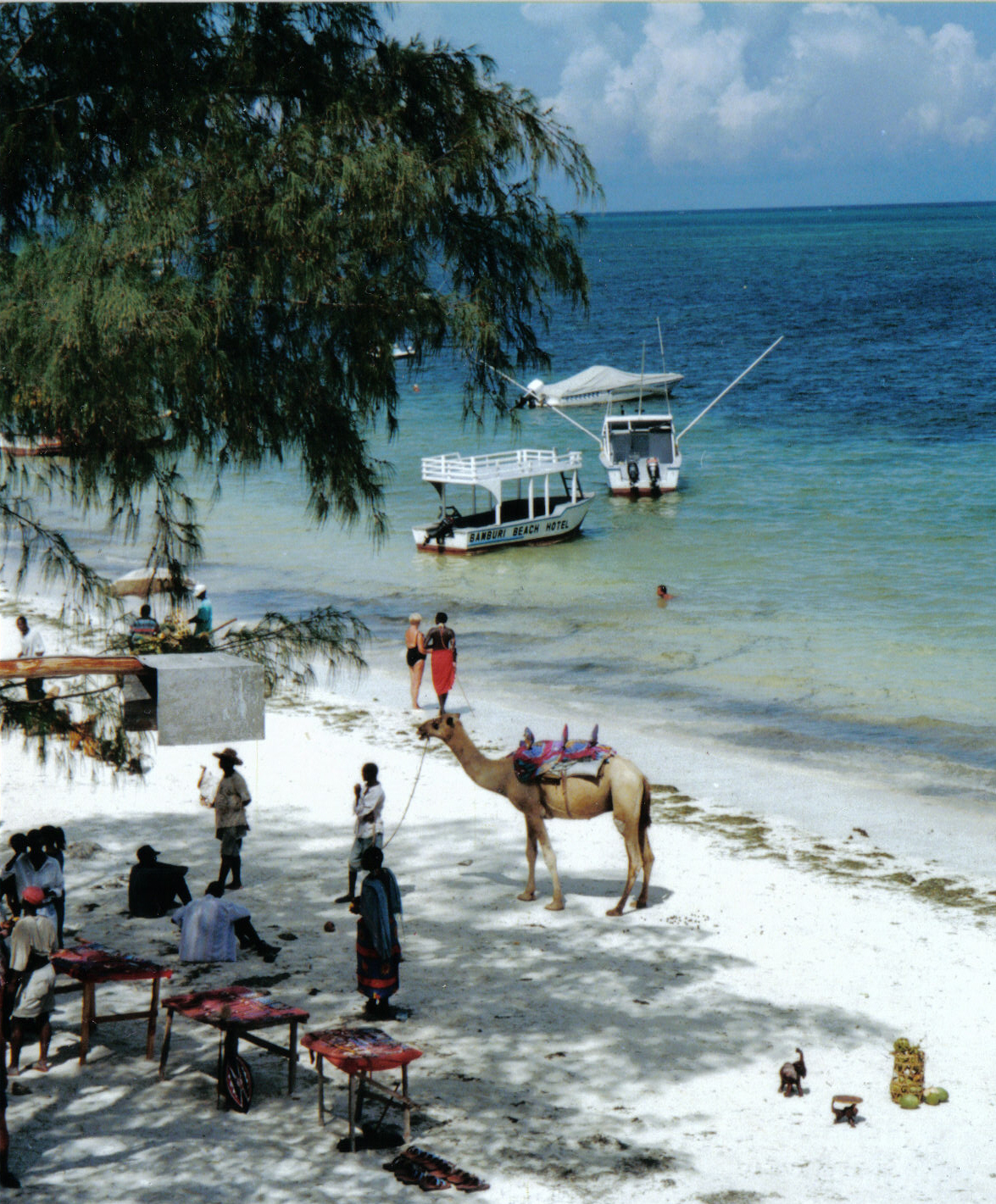
北部海岸